# Allegorithmic
Allegorithmic is een Frans softwarebedrijf dat producten ontwikkelt voor procedurele generatie van texturen. Het maakte het computerspel RoboBlitz (2006) waarin de door hen ontwikkelde technologie wordt toegepast. Het bedrijf werd opgericht door Sébastien Deguy, anno 2008 de CEO van het bedrijf.

## Producten
- MaPZone (een gratis programma voor het ontwikkelen van procedurele texturen)
- ProFX Online (middleware om procedurele texturen te kunnen gebruiken)
- Substance Air (middleware om procedurele texturen te kunnen streamen/genereren in computerspellen)
- imageSynth (in samenwerking met Luxology: een plug-in voor Photoshop om texturen met een hoge resolutie te genereren uit texturen met een lage resolutie)